# Franz Stuhlmann
Franz Ludwig Stuhlmann, né le 29 octobre 1863 à Hambourg et mort le 19 novembre 1928 à Hambourg, est un zoologiste et explorateur d'Afrique allemand.

## Biographie
Franz Stuhlmann naît à Hambourg dans la famille d'un architecte. Après avoir fréquenté le Realgymnasium (lycée moderne), il étudie les sciences naturelles à Hambourg, à Tübingen et à Fribourg. Il fait aussi son service militaire. En octobre 1886, il rejoint le 113e régiment d'infanterie et atteint le rang de second lieutenant de réserve. Il reçoit sa promotion de Dr. phil. grâce à une thèse de zoologie sur la loquette, et en 1887 il continue ses recherches à l'Institut zoologique de Kiel, jusqu'à ce qu'il soit choisi comme assistant par le professeur Karl Semper à l'université de Wurtzbourg. Incité par le curriculum vitæ de son professeur, qui avait fait des voyages d'études entre 1858 et 1865 aux Philippines et dans les Indes néerlandaises, et par ses relations avec la maison de commerce hambourgeoise Hansing & Co qui possédait des établissements en Afrique orientale, Stuhlmann a la ferme intention non pas de suivre le cursus de l'habilitation pour devenir professeur d'université, mais d'effectuer des voyages d'exploration pour faire ses preuves. 

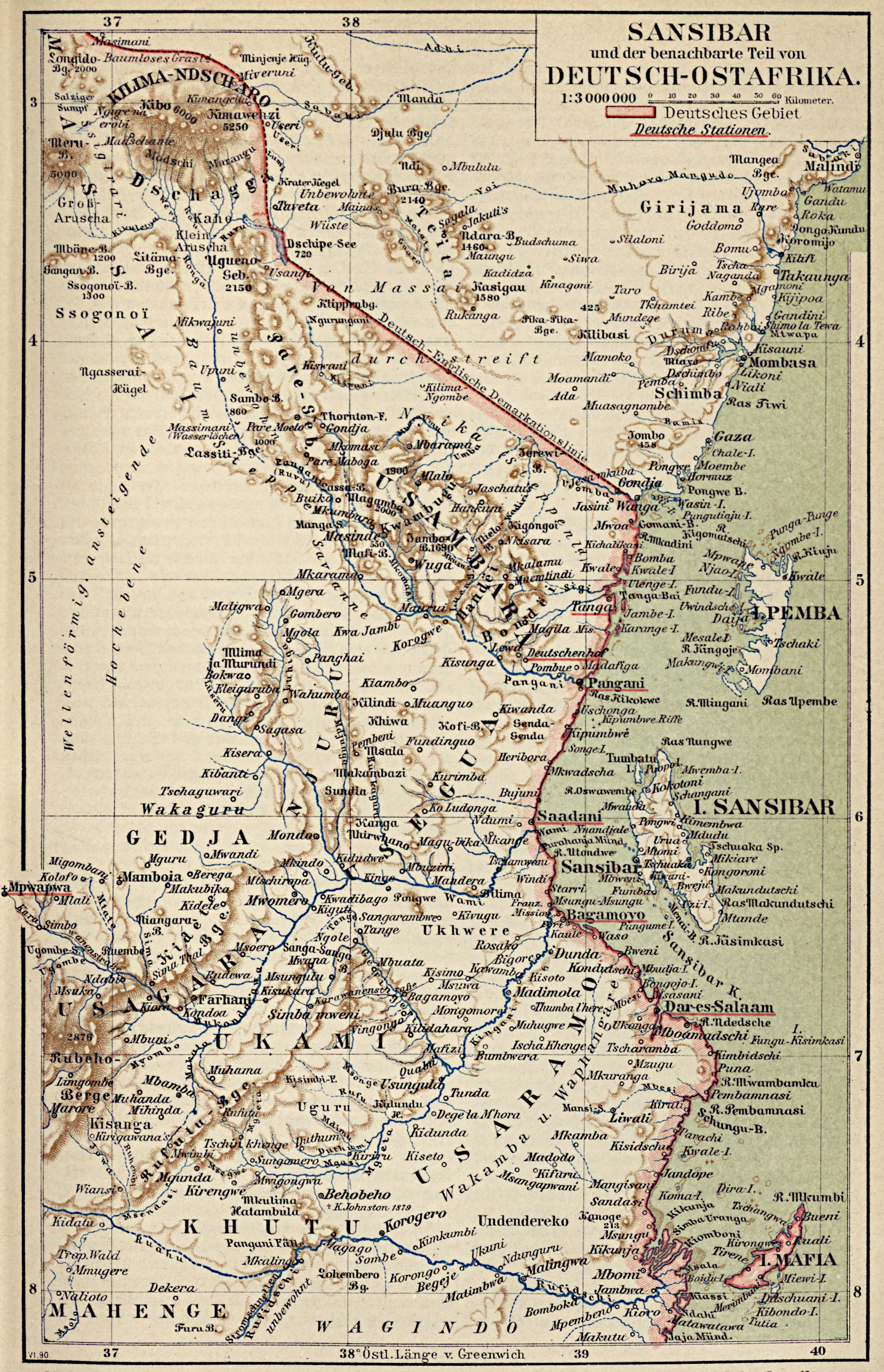
Zanzibar et l'Afrique orientale allemande.

Avec le soutien financier de l'Académie royale des sciences de Berlin, il se rend en février 1888 en Afrique orientale dans le but d'en étudier les invertébrés. Il explore la région de Zanzibar, et le côte d'en face jusqu'à l'embouchure du Zambèze. Au milieu de l'année 1889, il part de Zanzibar pour visiter les postes côtiers de Pangani et de Bagamoyo (alors capitale de l'Afrique orientale allemande). La révolte des Arabes des côtes, qui avait débuté en septembre 1888, lui donne la possibilité en tant que lieutenant de réserve et de volontaire de participer à l'assaut de Mlembule. Il est blessé à la jambe par un coup de feu, le 4 janvier 1890. Après  s'être rétabli, Stuhlmann en tant que lieutenant de réserve et naturaliste a l'occasion de participer à une expédition d'Eduard Schnitzer (dit Emin Pacha) dans la région des lacs d'Afrique orientale. Elle part le 26 avril 1890 de Bagamoyo avec sept Allemands ou Européens (dont le Père Schynse et le Père Achte), 150 Askaris et 400 porteurs. Mais l'expédition est frappée par une épidémie de variole, ceux qui sont sains sont conduits d'Undussuma, près du lac Albert. Stuhlmann est le premier à découvrir et à nommer des lieux géographiques comme au Rwenzori le mont Semper (rebaptisé plus tard en « mont Baker »). Après avoir vainement attendu Emin Pacha, il se dirige ensuite vers la côte. 
Franz Stuhlmann retourne après vingt-six mois d'expédition à Bagamoyo, le 12 juillet 1892. Son état de santé s'est gravement altéré. Il rapporte de ce voyage un matériel cartographique important qui est envoyé en Allemagne, dont une carte de l'Afrique orientale allemande. Ayant recouvré la santé, il rentre en Europe, où il reçoit plusieurs distinctions honorifiques pour ses apports scientifiques. Tout ce matériel scientifique collecté pendant l'expédition est publié en 1894 dans un livre de 901 pages, intitulé Mit Emin Pascha ins Herz von Afrika (Avec Emin Pacha au cœur de l'Afrique) et concerne aussi bien la botanique, la zoologie, que l'ethnologie et la géographie. Les autorités coloniales d'Afrique orientale l'engagent comme fonctionnaire hors cadre avec le rang de capitaine, pour effectuer des travaux de cartographie et d'études scientifiques. Il commence son service le 18 décembre 1893. De 1900 à 1901, il visite les Indes britanniques et les Indes néerlandaises, afin d'en étudier les stations agricoles et d'en rapporter éventuellement des espèces pour les acclimater en Afrique orientale allemande. Il est de retour à Dar es Salam (nouvelle capitale de l'Afrique orientale allemande), le 2 juin 1901. En 1903, il est nommé directeur de l'Institut biologique et agricole d'Amani dans les monts Usambara et sa réputation croît au fur et à mesure des succès de l'institut. En 1905-1906, il accueille le médecin Robert Koch qui effectue alors des recherches sur la maladie du sommeil. Richard Kandt, explorateur du Ruanda (dont il sera ensuite le résident impérial), habite aussi plusieurs semaines chez lui. Lorsque le gouverneur de l'Afrique orientale allemande, Gustav Adolf von Götzen, s'absente en 1904-1905, c'est Franz Stuhlmann qui le représente. 
Après des vacances en Allemagne, Stuhlmann effectue son dernier voyage en Afrique orientale, le 12 décembre 1906. Au début de l'année 1908, il est déclaré inapte au service tropical pour raisons de santé et retourne donc à Hambourg. Malgré des problèmes de santé, il fait paraître en 1909 un livre de 907 pages intitulé Beiträge zur Kulturgeschichte von Ostafrika (Contributions à l'histoire de la civilisation d'Afrique orientale). Stuhlmann a souffert de nombreux accès de malaria, de cinq attaques de « fièvre de l'eau noire » (complication due au paludisme), de douleurs rhumatismales, d'inflammations neurogènes et de polynévrite et tout cela a porté atteinte à la santé de cet homme de 45 ans et motivé son retour en Europe.
Stuhlmann retrouve un cercle scientifique en 1908 avec l'Institut colonial de Hambourg qui est chargé de la formation des fonctionnaires coloniaux et de réunir une documentation de pointe sur l'économie et les sciences se rapportant aux colonies. Il en devient le secrétaire général. Il prend sa retraite en 1910. En 1921, il est nommé directeur d'un héritier de l'Institut colonial de Hambourg, les Hamburgische Weltwirtschafts-Archivs (Archives d'économie mondiale de Hambourg). Il est diagnostiqué en novembre 1928 d'un cancer du côlon. Quelques jours après une opération réussie, il meurt le 19 novembre 1928 d'une insuffisance cardiaque. Il est enterré au cimetière de Hambourg-Ohlsdorf.
Ses collections africaines sont conservées au musée d'histoire naturelle de Berlin.

## Hommages
Plusieurs espèces africaines reçoivent son nom, comme
- Warburgia stuhlmannii,
- Allanblackia stuhlmannii,
- Ficus stuhlmannii
- et dans le règne animal: le singe bleu de Stuhlmann, Afrixalus stuhlmanni, Prosymna stuhlmanni, etc.

## Œuvres

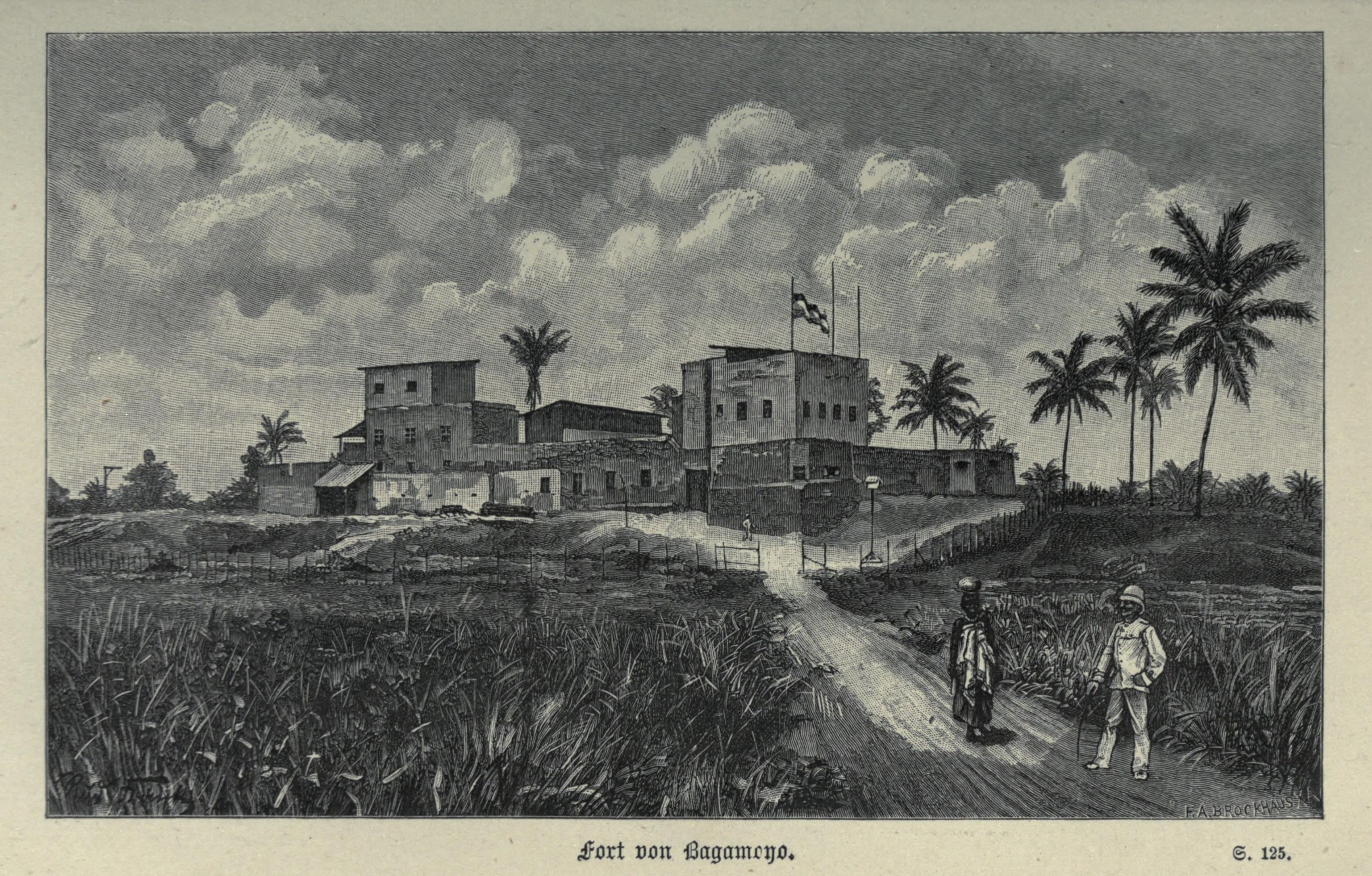
Le fort de Bagamoyo, vers 1890.

- Bericht über eine Reise im Hinterlande von Bagamoyo, in Ukami und Uluguru Mitteilungen von Forschungsreisenden und Gelehrten aus den deutschen Schutzgebieten, 7 (1894) s.a. http://edocs.ub.uni-frankfurt.de/volltexte/2007/9171/
- Zoologische Ergebnisse einer in die Küstengebiete von Ostafrika unternommenen Reise 1888-90 (1893–1901)
- Mit Emin Pascha ins Herz von Afrika (1894)
- Beiträge zur Kulturgeschichte von Ostafrika (1909)
- Handwerk und Industrie in Ostafrika: kulturgeschichtl. Betrachtungen (1910) online bei archive.org

## Source
- (de) Cet article est partiellement ou en totalité issu de l’article de Wikipédia en allemand intitulé « Franz Stuhlmann » (voir la liste des auteurs).